# Пинкаускайте, Потенция
Поте́нция Пинкауска́йте (лит. Potencija Pinkauskaitė; 22 августа 1897, — 9 апреля 1984) — ведущая характерная актриса межвоенной Литвы, представитель первого поколения профессиональных литовских актёров.

## Семья и ранние годы
Родилась в местечке Йонишкис на севере Литвы, в бедной семье, которая
вскоре перебралась в Ригу, где в то время была обширная литовская колония, до 50 000 человек.
Отец, Симон Пинковскис, работал сезонным грузчиком в Рижском речном порту и плотником,:9
мать Эльжбета была домохозяйкой.
В 1907 отец на два года уехал в Америку, где работал на литейном заводе в Бостоне.
В Риге Потенция дебютировала в любительской постановке литовского благотворительного общества «Pašalpa», сыграв мать в пьесе Жемайте «Трое возлюбленных» (Trys mylimosios). В 1914 она также сыграла роль матери в «Интеллигентах» Давидса Швенкиса, также поставленных обществом «Pašalpa».:11-12
Во время Первой мировой войны семья перебралась в Мариуполь, где Потенция закончила русскоязычную гимназию, и затем вернулась в Ригу.
На протяжении рижского периода Пикаускайте также сыграла в пьесах: «Пародии любви»
Болеслава Горчыньского,, «Живиле» Винцаса Нагорноскиса, «Жалко нас»
Людвика Дмушевского, «Пряха под крестом» Францишки Оманьковской, «От любви»
Ивана Тогобочного, «Миленький наш» Жемайте:12, «Один из нас должен жениться» Жана-Батиста Швейцера:110 Большинство пьес были поставлены Юргисом Линартасом.
В 1920 родители Пинкаускайте решили вернуться в Йонишкис, а сама Потенция отправилась в Каунас, бывший тогда временной столицей Литвы.

## Карьера

### Каунасский период (1920—1925)
В Каунасе поступила в труппу Юозаса Вайчкуса, однако вскоре покинула её, перейдя в учебную студию Антанаса Суткуса, из которой вырос театр «Оборотень» (Vilkolakis). Также в 1921—1923 годах посещала балетную школу
Ольги Дубенецкене.
В 1920—1925 играла в Каунасском городском театре, иначе Народном театре (Tautos teatras), организованном Суткусом. С 1920 года участвовала в представлениях театра «Оборотень» (Vilkolakio teatras) в Каунасе, а после его закрытия перешла в Государственный театр (Valstybės teatras), где проработала до 1931.
Также в этот период, в 1926—1927, выступала в «Нашем театре» (Mūsų teatras) в Каунасе. Исполняла характерные роли второго плана: нищенок, ведьм, прачек, тетушек, пожилых матерей и жен.

### Шяуляйский период (1931—1968)
В 1931 было открыт филиал Государственного театра в Шяуляе, куда Пинкаускайте перешла с частью каунасской труппы. Театр не имел своего здания и размещался в здании шяуляйского кинотеатра «Kapitol», постоянно ездя с гастролями по городам и местечкам Северной Литвы.:48-49, 54
1 июня 1935 филиал Государственного театра вместе со всей труппой был переведен в Клайпеду, где и действовал до 23 марта 1939 года, когда Литвы вынуждена была отдать Клайпеду Германии по условиям ультиматума. После этого филиал вернулся в Шяуляй. Во время перемещений, во время Второй мировой войны и после неё Потенция Пинкаускайте продолжала работать в той же труппе. В 1961 она вышла на пенсию, но продолжала играть до 1967, когда ей исполнилось 70 лет. В 1968 она сыграла свою последнюю роль — Вильтхен — в «Потонувшем колоколе» Гауптмана в постановке молодого режиссёра Мамертаса Карклялиса.

В 1959—1970 Пинкаускайте также преподавала сценическую речь в Шяуляйском педагогическом институте и вела несколько театральных кружков в Шяуляе.

## Последние годы
В 1974 Пинкаускайте перебралась в Вильнюс, где жила в доме престарелых. Похоронена на Антокольском кладбище в Вильнюсе.

## Основные театральные роли
- Кинде в «Шарунасе» (Šarūnas) Винцаса Креве (1929).
- Королева Елизавета I в «Марии Стюарт» Фридриха Шиллера (1935)
- Мать в «Вей, ветерок!» Райниса (1935 и 1951).
- Книрхи в «Гибели „Надежды“» Германа Гейерманса (1936)
- Вингене в «Невестке» Жемайте (1946)
- Госпожа Гранде в «Евгении Гранде» Бальзака (1952)
- Нормантене в комедии «Денежки» (Pinigėliai) Софии Чюрлёнене (1953)
- Васса в «Вассе Железновой» Максима Горького (1956)

## Фото в ролях
- 1925 Прачка в комедии «Mon Bébé» Морис Эннекена, реж. Константинас Глинскис[лит.]
- 1926: Маргарита в драме «Рыбаки» (Žvejai) Стасиса Сантвараса, реж. Борис Даугуветис
- 1931 Сярейкене в комедии «Патриоты» Пятраса Вайчюнаса, реж. Юозас Станулис[лит.]
- 1954: Мария в «Дяде Ване» Чехова (в роле Серебрякова — Ю. Зубенас)

## Роли в кино
- Мать Йокунаса в фильме «Йокунас и Онуте» (1931) Юргиса Линартаса.[9]
- Эпизодическая роль женщины в суде в литовском телефильме Американская трагедия по Теодору Драйзеру.

## Память
- В 1991 в честь актрисы негосударственным фондом культуры Литвы учреждена премия Потенции Пинкаускайте за театральные достижения.
- 9 февраля 1995 в Шяуляе (ул. Вильняус 213) установлена мемориальная доска и бюст Потенции Пинкаускайте, выполненный литовским скульптором Алойзасом Толейкисом.[10]

## Награды
- 1939, Орден Великого князя Литовского Гядиминаса четвёртой степени
- 1956, Народный артист Литовской ССР